# 氣球觀測員章
氣球觀測員章（德語：Ballonbeobachterabzeichen）是第二次世界大戰期間納粹德國的徽章。 它被授予納粹德國陸軍人員，他們操作的氣球的飛行高度為300英尺（91米）至500英尺（152米）。這些氣球很容易成為盟軍飛行員和地面火力的目標。由於它在二戰末期推出，因此它的頒發數量極少。
這個徽章飾有一個飾着橡樹葉和橡子的月桂花環、上面有一隻老鷹抓住納粹標記，下面是一個觀察氣球。氣球觀察員章有三個基於分數系統的等級：銅牌（20分）; 銀牌（45分）和金牌（75分）。
分數的授予是由某些因素而決定，例如任務的難度。在二戰中沒有人能獲得金牌，觀察員單位、砲兵部隊和部隊指揮官都對該裁決提出了建議。